# Ulvaria obscura
Ulvaria obscura — морські водорості, що зустрічаються в помірних і Північному Льодовитому океанах по всьому світу.  

## Екологія
Ulvaria obscura — це поширена морська водорість, яка зазвичай вносить вклад у явище цвітіння водоростей, що називається «зеленими припливами».   Цей вид відрізняється своєю здатністю продукувати нейромедіатор дофамін як механізм захисту від травоїдних тварин .   Вид має широку толерантність до різних умов зростання, виживаючи при температурах 5-29 °C, солоності від прісної води до повного насичення солями, добре росте за різної інтенсивності освітлення .  Швидкість росту видів реагує на збільшення доступності розчиненого неорганічного азоту, що робить вид можливим індикатором антропогенного забруднення, що призводить до евтрофікації .   

## Ідентифікація
Талом  Ulvaria obscura лопатевий, зазвичай менше 5 см заввишки і 8 см завтовшки, складається з одного шару клітин і зазвичай містить від 2 до 6 піреноїдів на клітину.  Слойовища змінюють колір із зеленого на темно-коричневий після висихання внаслідок окислення дофаміну в тканинах. 